# Geomys
Geomys (česky pytlonoš) je rod středně velkých hlodavců z čeledi pytlonošovitých (Geomyidae). Žijí v Severní Americe v USA, Kanadě a Mexiku.
Pytlonoši jsou 13–24 cm dlouzí zavalití hlodavci s krátkým ocasem. Prakticky celý život prožijí pod zemí, kde si staví systémy nor. Konzumují kořínky, oddenky a hlízy, na obdělávaných půdách i sladké brambory nebo např. cukrovou třtinu.

## Výskyt
Pytlonoši se vyskytují na území USA na západě, středozápadě a na jihu. Jednotlivé druhy zasahují i do Manitoby v Kanadě nebo do příhraničních oblastí Mexika.
Žijí na otevřených a řídce zalesněných plochách. Preferují lehčí písčité půdy.

## Taxonomie
Tento rod pytlonošů vytváří 9 druhů:
- Geomys arenarius – pytlonoš pouštní – žijící v severních oblastech Mexika a v Novém Mexiku v USA
- Geomys attwateri – vyskytující se v centrálním Texasu
- Geomys breviceps – žijící v USA v Oklahomě, Arkansasu, Louisianě a východním Texasu
- Geomys bursarius – pytlonoš nížinný – žijící od východní Manitoby v Kanadě až po Kansas a Illinois v USA
  - Geomys bursarius lutescens
- Geomys knoxjonesi – žijící v Novém Mexiku a přilehlých částech západního Texasu
- Geomys personatus – pytlonoš texaský – pocházející z jižního Texasu a přilehlých oblastí severovýchodního Mexika
- Geomys pinetis – pytlonoš floridský – žijící v Alabamě, Georgii a na Floridě
- Geomys texensis – vyskytující se na Edwards Plateau ve středním Texasu a v přilehlých jižnějších oblastech
- Geomys tropicalis – pytlonoš tropický – vyskytující se na malém území v Mexiku u města Tampico

Někteří biologové (Heaney a Timm, 1983) považují poddruh Geomys bursarius lutescens za samostatný druh Geomys lutescens. Většina odborníků ale tento názor nesdílí.

## Česká jména
Pro jednotlivé rody čeledi pytlonošovitých (Crategeomys, Geomys, Orthogeomys, Pappogeomys, Thomomys a Zygogeomys) nemáme jedinečný český název, a proto je všechny označujeme jako pytlonoše. Pro přesné určení druhu je tedy třeba použít i mezinárodní rodové jméno (v tomto případě Geomys), případně u konkrétního druhu binomické jméno.

## Vzhled
Všechny druhy tohoto rodu mají zavalité tělo, velkou hlavu, lícní torby až do dna porostlé srstí, horní pysk také pokrytý srstí a nerozpolcený. Srst je krátká, podle druhu světle šedá až téměř černá. Břicho mají obvykle světlejší.
Měří 13–24 cm, ocas pak 5–12 cm. Váží 300–450 g, přičemž samci jsou o něco těžší. Končetiny jsou krátké (zvláště zadní) a mají po pěti prstech; na předních končetinách jsou prsty opatřeny drápy mnohem delšími, než na zadních. Ocas bývá krátký, osrstěný, s lysým koncem.
Horní řezáky mají podélnou rýhu a žvýkací plochy stoliček jsou rovné.

## Způsob života

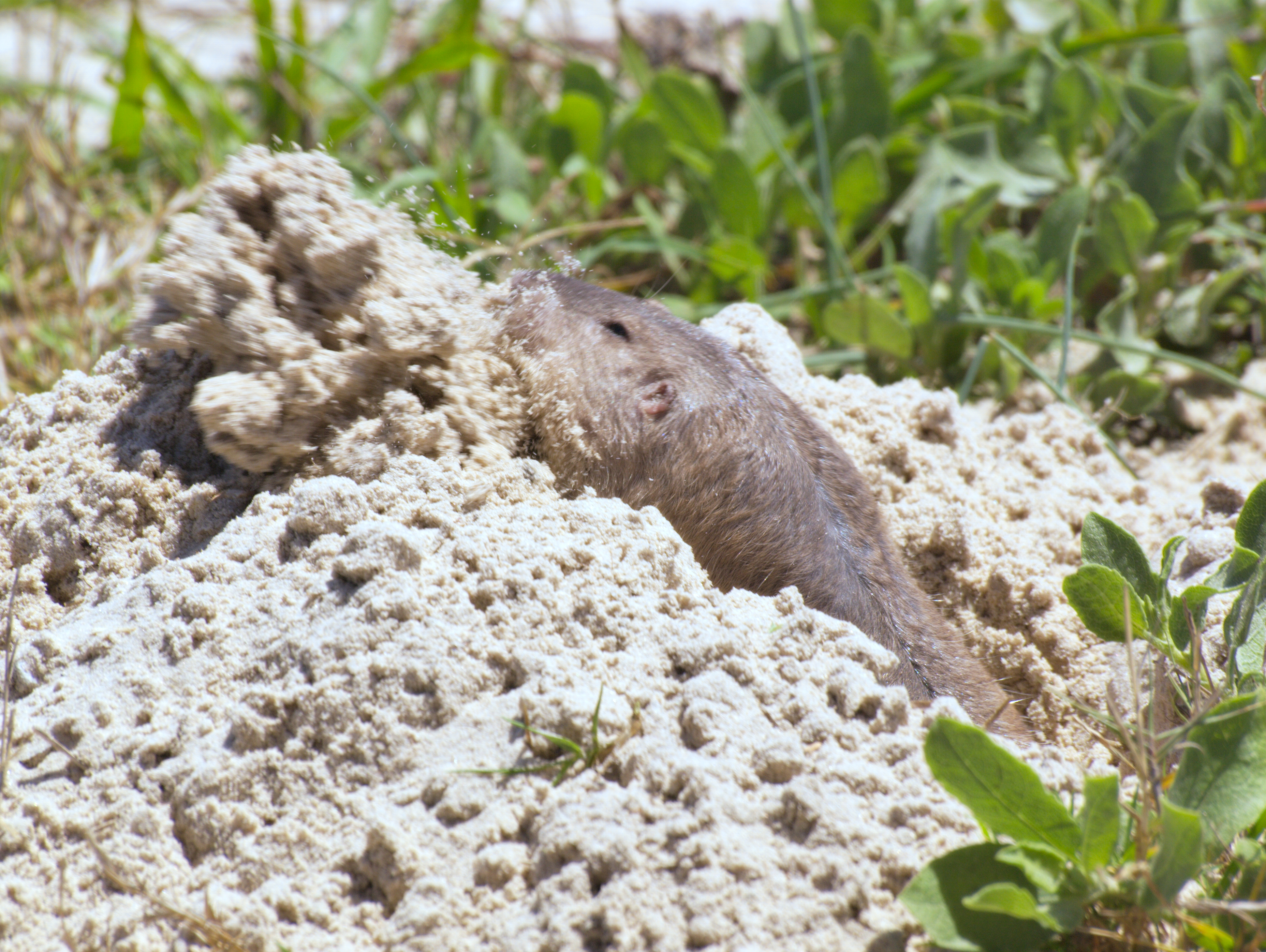
Pytlonoš Geomys personatus vyhazuje vyhrabanou písčitou půdu

Pytlonoši žijí většinu svého života pod zemí. Preferují lehčí písčité půdy (což je dáno zřejmě uspořádáním jejich předních nohou) na otevřených a řídce zalesněných plochách.
Budují si rozvětvený systém chodeb které spojují hlavní hnízdo, spižírny a několik místností k ukládání exkrementů. Např. u druhu Geomys breviceps byly zjištěny celkem chodby o celkové délce až 30 m umístěné 10–20 cm pod zemí. Sbíhaly se v hlavní místnosti o rozměrech 28×23 cm, která byla vystlaná 25mm vrstvou jemně natrhaného rostlinného materiálu. Systém měl 6 místností na exkrementy a 11 vchodů.
Pytlonoši jsou samotářská zvířata – každý jedinec si buduje svůj systém chodeb. Pokud se dva jedinci dostanou k sobě, prudce spolu bojují. V období páření se někdy samci prohrabou svými tunely až k samicím; většinou však vylézají na povrch a vyhledávají samičí nory.
Pytlonoši jsou aktivnější v létě, i když v zimě neupadají stejně jako většina hlodavců do zimního spánku. Při nebezpečí nebo vyrušení syčí.

### Potrava
Potrava se skládá hlavně z podzemních kořínků, oddenků a hlíz. Některé druhy konzumují i nadzemní vegetaci, kterou najdou v okolí svých nor. Vhodnou potravu si ukládají do spižíren, kde si vytvářejí zásoby na zimu.
Pokud se pytlonoši dostanou na obdělávanou půdu, působí zde škody. Mezi jejich oblíbenou potravu patří sladké brambory, cukrová třtina, hrách a také různé ovocné stromy. Jejich tunely působí také erozi půdy, ale na druhou stranu přispívají k jejímu provzdušňování.

### Rozmnožování
Pytlonoši s obvykle páří od března do května. Některé druhy, zejména v jižnějších oblastech, se páří i 2× ročně.
Počet mláďat ve vrhu je rozdílný a závisí na druhu, ale obvykle rodí samice 3–4 mláďata (maximální rozmezí 1–8 mláďat). Při narození jsou obvykle 5 g těžká, oči se jim otvírají po 22–23 dnech a kojena jsou průměrně jeden měsíc. Matku opouštějí v 7 týdnech a sexuální dospělosti dosahují po 4–6 měsících (druh Geomys bursarius). Nejvyšší doložený věk u tohoto druhu byl 7 let a 2 měsíce.

## Stupeň ohrožení
Většina druhů tohoto rodu není ohrožena a v červeném seznamu druhů jsou vyhodnoceny jako málo dotčený druh.
- Pouze pytlonoš tropický (Geomys tropicalis), žijící jen na malém území v Mexiku u města Tampico ve státě Tamaulipas, je zařazen mezi kriticky ohrožené. Ohrožen je především velmi malou velikostí území, na kterém žije (několik km²), které je navíc roztříštěno průmyslovými a zemědělskými plochami.[3]